# Stazione di Zinasco Nuovo
La stazione di Zinasco Nuovo è una fermata ferroviaria posta sulla linea Pavia-Alessandria. Serve il centro abitato di Zinasco Nuovo, frazione del comune di Zinasco.

## Storia
Denominata solo "Zinasco" fino al 1938, la stazione era dotata di binario di incrocio e binario tronco a servizio di un piccolo piano caricatore, soppressi entrambi nel 1992, in occasione del rinnovamento della linea, con la trasformazione in fermata, dotata del solo binario di corsa e degli arganelli per la manovra a mano dei tre passaggi a livello di stazione, oggi automatizzati.